# Отрів – Пон-де-Кле
Отрів — Пон-де-Кле — спеціалізований трубопровід, призначений для транспортування продукції соляної копальні Отрів.
Трубопровід ввели в дію у 1965 році для подачі хлориду натрію на розташовані поблизу один від одного електролізні заводи у Пон-де-Кле та Жаррі, при цьому його власником є дочірня структура компанії, що володіє майданчиком Пон-де-Кле.
Розсолопровід має довжину 85 кілометрів та створений у підземному виконанні. У підсумку він отримав дві нитки, запущені в 1965 та 1992 роках та виконані в діаметрах 400 мм і 350 мм. Відомо, що для нитки діаметром 350 мм максимальний робочий тиск становить щонайменше 3 МПа.
У 2024 році поточний власник заводу в Пон-де-Кле компанія Vencorex потрапила у скрутне фінансове становище. При цьому повідомлялось, що у випадку її закриття належний компанії Arkema майданчик у Жаррі також буде вимушений припинити роботу.